# Turizem v Črni gori
Črna gora je ena najhitreje rastočih turističnih destinacij. Leta 2007 je Črno goro obiskalo več kot milijon turistov, ki so ustvarili približno 7,3 milijona prenočitev (23 % več kot v letu 2006). To je v letu 2007 predstavljalo približno 480 milijonov evrov prihodkov od turizma (39 % povečanje v primerjavi s prejšnjim letom). V letu 2015 je turizem narastel za več kot 1,7 milijona prihodov, z nadaljnjim porastom v letu 2016. Istega leta je Lonely Planet razglasil obalno mesto Kotor za najboljše mesto za obisk, medtem ko je država sama nenehno uvrščena na turistične sezname najbolj želenih destinacij. S skupno 1,8 milijona obiskovalcev v letu 2016 je ta država postala 36. (od 47) najbolj priljubljena država za potovanje v Evropi. Črno goro je v letu 2017 obiskalo več kot 2 milijona turistov. Vlada si prizadeva pritegniti pozornost investicije, ki naj bi kar najbolje izkoristile nerazvite dele obale, kot so plaža Jaz, Velika plaža, Ada Bojana in Buljarica. 
Črno goro je mogoče predstaviti kot destinacijo, ki ponuja številne zanimivosti in celoletni turizem je možen z objavo njenih raznolikih značilnosti. Zato glavni načrt za turizem Črne gore utira pot tudi nacionalnemu razvojnemu programu za naravoslovni turizem, zlasti pohodništvo in kolesarjenje, z novo infrastrukturo in storitvami. Leta 2007 se je začela realizacija 3-letnega programa. 

## Galerija
- Budva
- Sveti Stefan
- Kotor
- Staro mestno jedro Ulcinja
- Plaža Herceg Novi
- Plaža Sveti Stefan
- Vila Molčer
- Stari Bar
- Gorovje Rumija
- Trnovačko jezero
- Nacionalni park Biogradska gora
- Podgorica
- Most Đurđevića Tara
- Pivski samostan